# Camiguin (Babuyan)
Camiguin est une île volcanique de la mer de Chine méridionale faisant partie de l'archipel des îles Babuyan au nord des Philippines. Elle ne doit pas être confondue avec l'île Camiguin située près de Mindanao. L'île est habitée mais recouverte de forêts dans sa plus grande partie.

## Géographie

### Situation
Camiguin est l'une des cinq îles principales de l'archipel des îles Babuyan, au nord des Philippines. Les îles Babuyan sont situées dans le détroit de Luçon, séparées de Luçon au sud par le canal des Babuyan et des îles Batanes au nord par le canal de Balintang. Camiguin se trouve au sud-est de l'archipel. L'île mesure 22 km de long et environ 18 km de large. Elle est assez large dans sa partie nord puis se rétrécit vers le sud-ouest.
Au large de Camiguin se trouve l'île Pamoctan, une petite île formée d'un dôme volcanique de 200 m de haut et qui abrite un lagon d'eau douce.
Il existe aussi une petite île non volcanique au large de Camiguin, l'île Pinon. La principale rivière de l'île est la rivière Minabul, au nord-ouest.

### Géologie
La partie nord, plus large,  abrite deux cônes volcaniques, le mont Minabul et le mont Caanoan, restes d'un volcan andésitique apparu au Pliocène et à l'origine de l'île, ainsi que le mont Balatubat qui, avec 828 m de haut, est le point culminant de l'île. 
La partie sud est occupée par trois édifices volcaniques plus récents : le mont Pamoctan forme une petite île au large de Camiguin tandis que le mont Malabsing est situé au sud-est de l'île. Le mont Camiguin, ou Camiguin de Babuyan, est un stratovolcan de 723 m de haut, toujours en activité. Sa dernière éruption, probablement phréatique et peut-être en partie sous-marine, a eu lieu en 1857. Des fumerolles continuent à être observées sur le volcan et il y a une source d'eau bouillante sur son flanc ouest.

## Météorologie et climat
Le climat de l'île est tropical. L'île subit de puissants ouragans de juillet à octobre, et les pluies sont les plus abondantes d'août à novembre. La mousson arrive en décembre. Les températures sont les plus chaudes de mai à septembre et les plus froides de décembre à février.

## Faune et flore

### Faune
L'île de Camiguin héberge une riche biodiversité. En 2004, 71 espèces d'oiseaux ont été recensées sur l'île, dont 43 résidantes. Parmi ces espèces 7 sont endémiques ou quasi-endémiques des Philippines. L'île héberge aussi une espèce endémique de couleuvre (Lycodon bibonius), ainsi qu'une autre espèce de reptile, Varanus marmoratus. On y trouve au moins une espèce de mammifère sauvage, Paradoxurus hermaphroditus . Les baleines à bosse fréquentent les parages de l'île.

### Flore
L'île est couverte de forêts dans sa plus grande partie. Dans les basses terres la végétation forme une forêt tropicale humide et sur les pentes montagneuses une savane herbeuse. Les arbres des genres Pandanus, Caryota et Pinanga y sont communs. 

## Découpage administratif
L'île appartient à la commune de Calayan, elle-même située dans la province de Cagayan. Elle comprend trois barangays, Naguillan au sud, Balatubat au centre et Minabel au nord. 

## Population
La population s'élève à 4580 habitants en 2015. Balatubat est l'agglomération la plus peuplée avec environ 1640 habitants.

## Économie
Les habitants des côtes pratiquent la pêche. Les eaux de l'île sont en effet riches en poissons, notamment anchois, cavalla, maquereau et sardines. Les habitants des basses terres pratiquent l'agriculture et cultivent du riz et des légumes. Certains élèvent du bétail, principalement des porcs et de la volaille. Enfin ceux qui vivent dans les zones montagneuses cultivent parfois des arbres fruitiers.
Certaines agences de tourisme proposent des excursions à Camiguin. Les principaux attraits de l'île sont sa nature préservée, son activité volcanique et les baleines à bosse près de ses côtes. 